# Brzana peloponeska
Brzana peloponeska (Barbus peloponnesius) – gatunek słodkowodnej ryby z rodziny karpiowatych (Cyprinidae), bardzo podobna do blisko spokrewnionej Barbus petenyi.

## Zasięg występowania
Występuje w wodach słodkich na obszarze Grecji. Preferuje górne brzegi rzek o dużym spadku wynoszącym około 5,5-8,5‰. 

## Morfologia

### Wygląd
Brzana peloponeska osiąga do 30 cm długości z czego około ¼ stanowi głowa. Jej ciało jest wydłużone, wrzecionowate, pokryte łuskami cykloidalnymi. Jej otwór gębowy znajduje się w położeniu dolnym, ma dwie pary wąsików. Płetwy parzyste zaokrąglone, płetwa ogonowa wcięta. Występuje w odcieniach złocistych z brunatnymi plamami na bokach. Jej grzbiet jest brunatny.
Występuje dymorfizm płciowy: płetwa odbytowa samic sięga poza nasadę płetwy ogonowej. Samce mają dłuższe płetwy parzyste.

### Rozmnażanie
Mają tarło od maja do czerwca, czasami przeciąga się do lipca (zależnie od temperatury wody). W okresie tarła płynie w górę zamieszkiwanej rzeki. Jaja są składane w płytkiej wodzie, na podłożu żwirowo-kamienistym. Ikra ma średnicę od 1,8 do 2,2 mm. 

### Styl życia
Brzany peloponeskie tworzą stada wielopokoleniowe. Żywią się głównie fauną denną. Są to zazwyczaj skorupiaki i larwy owadów. 